# Colombes
Colombes (IPA: [kɔ.ˈlɔ̃b]) è un comune francese del dipartimento dell'Hauts-de-Seine, in Île-de-France.
Dista circa 10 km nord-ovest dal centro di Parigi.

## Società

### Evoluzione demografica
Abitanti censiti

## Geografia antropica

### Cantoni
Fino alla riforma del 2014, il territorio comunale della città di Colombes era ripartito in tre cantoni:
- Cantone di Colombes-Nord-Est
- Cantone di Colombes-Nord-Ovest
- Cantone di Colombes-Sud

A seguito della riforma approvata con decreto del 26 febbraio 2014, che ha avuto attuazione dopo le elezioni dipartimentali del 2015, il territorio comunale è stato ripartito in due cantoni:
- Cantone di Colombes-1: comprende parte della città di Colombes
- Cantone di Colombes-2: comprende parte della città di Colombes e i due comuni di Bois-Colombes e La Garenne-Colombes.

## Amministrazione

### Gemellaggi
- Frankenthal, dal 1958
- Legnano, dal 1964[3]

## Sport

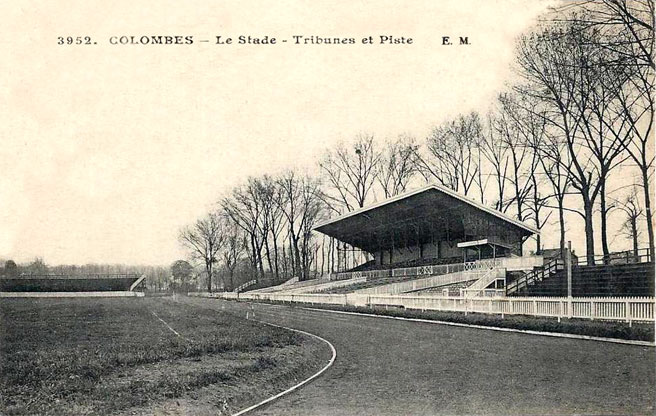
Immagine d'epoca dello stadio di Colombes

Colombes ospita lo Stadio olimpico Yves du Manoir, noto anche come Stadio di Colombes.
Vecchio ippodromo riconvertito in stadio polifunzionale nel 1907, fu ristrutturato e ingrandito per i Giochi della VIII Olimpiade del 1924, dei quali ospitò la cerimonia di apertura e svariate competizioni. Ulteriormente ingrandito per il Campionato mondiale di calcio 1938, vi furono giocate la finale vinta dall'Italia sull'Ungheria per 4-2, la partita degli ottavi vinta 3-1 dalla Francia sul Belgio e il quarto di finale in cui l'Italia sconfisse la Francia 3-1.
Fino agli anni settanta ha ospitato molti altri eventi sportivi di grande richiamo, tra cui la maggior parte delle partite casalinghe delle Nazionali di calcio e di rugby della Francia. Ha perso importanza dopo la ricostruzione nel 1972 del Parco dei Principi nella vicina Parigi, si sono diradati gli interventi di manutenzione ed è andato progressivamente in rovina. Fu mantenuta solo la tribuna principale e vi si svolsero competizioni a carattere locale. Il riformato club rugbistico del Racing 92 ha disputato al Colombes le partite interne di campionato dal 2001. Nuove gradinate costruite dai nuovi proprietari del club hanno portato la capienza a 14.000 spettatori.